# Том-Прайс
Том-Прайс (англ. Tom Price) — город, расположенный на северо-западе штата Западная Австралия, в районе Пилбара, в 1470 км от Перта. Это маленький шахтёрский городок. Он занимает 96 место по численности населения в Австралии и 11 место в штате Западная Австралия. Положение среди всех городов мира: приблизительно 38780 место.
На высоте 747 метров Том-Прайс является самым густонаселённым городом в штате.

## История названия
Том-Прайс (город, шахта и гора) были названы в честь Томаса Мура Прайса, вице-президента гигантской сталелитейной компании США Kaiser Steel. Прайс был одним из главных инициаторов и сторонников открытия региона Пилбара для добычи железной руды. Миллионы тонн железной руды ежегодно отправляются по железной дороге на 180 миль (290 км) в глубоководный порт Дампир для отправки, главным образом в Китай и Японию. Гора Безымянная, Национальный парк Кариджини и Центр интерпретации Кариджини, где представлены экспонаты, посвящённые культуре, истории и искусству, находятся неподалёку.

## Население
Население города на 2011 год — 3134 человек.

## Шахта
В основном это город добычи железной руды. Рудник Маунт-Том-Прайс (расположенный примерно в 5 км от города) находится под контролем горнодобывающего гиганта Rio Tinto. В связи с недавним бумом ресурсов в Западной Австралии, Том-Прайс в настоящее время является одним из самых богатых регионов Австралии за пределами мегаполисов, где средняя заработная плата сотрудников Rio Tinto значительно выше, чем в среднем по Австралии.

## Спорт
Том-Прайс — очень спортивно-ориентированное сообщество, отчасти из-за молодого населения (средний возраст жителей составляет 31 год). Имеются сооружения для мотокросса, спидвея, а также бассейн олимпийских размеров и площадки, используемые для футбола, софтбола.

## Достопримечательности

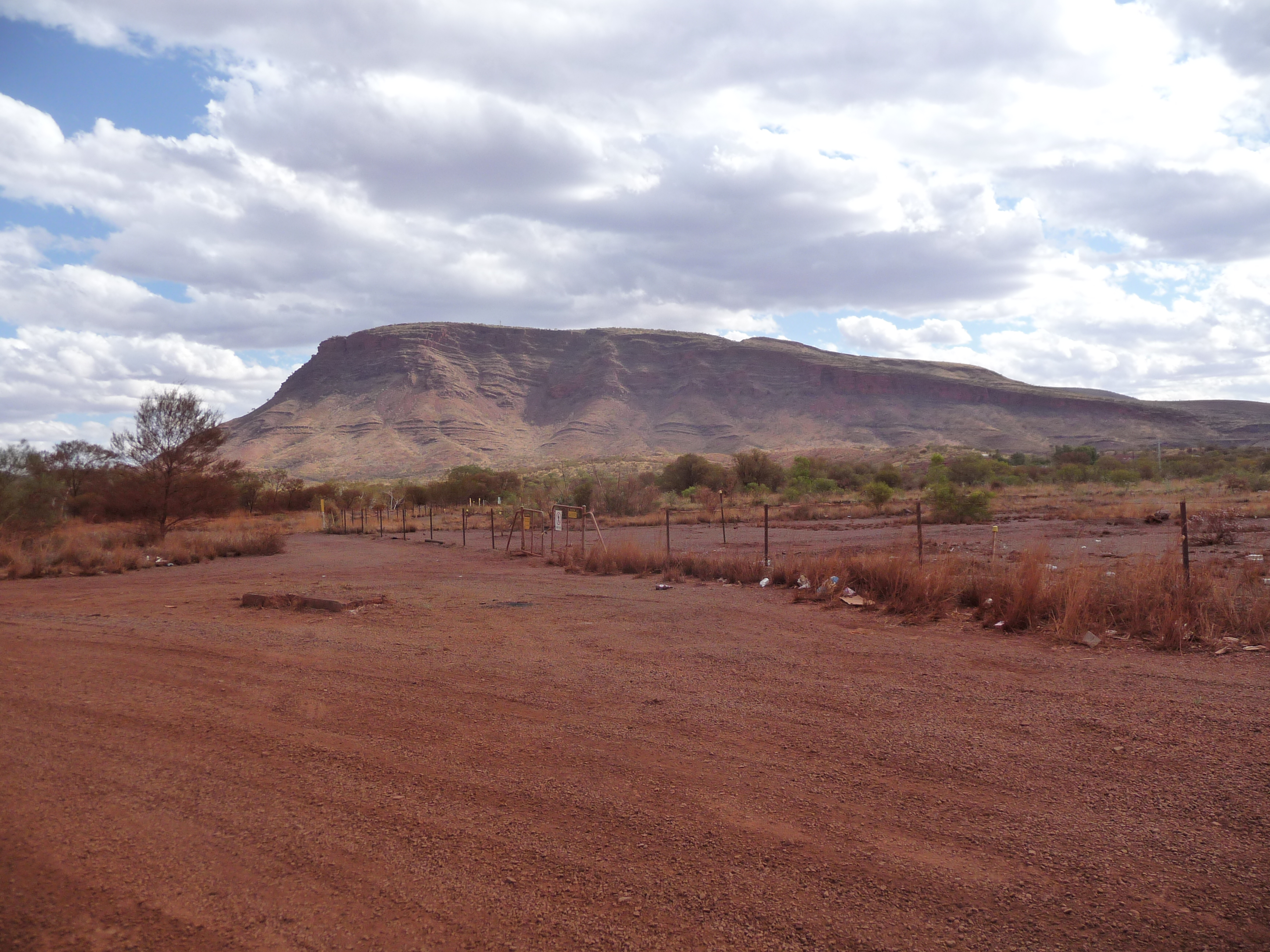
Джарндунмунха (гора Безымянная), вторая по высоте вершина в Западной Австралии
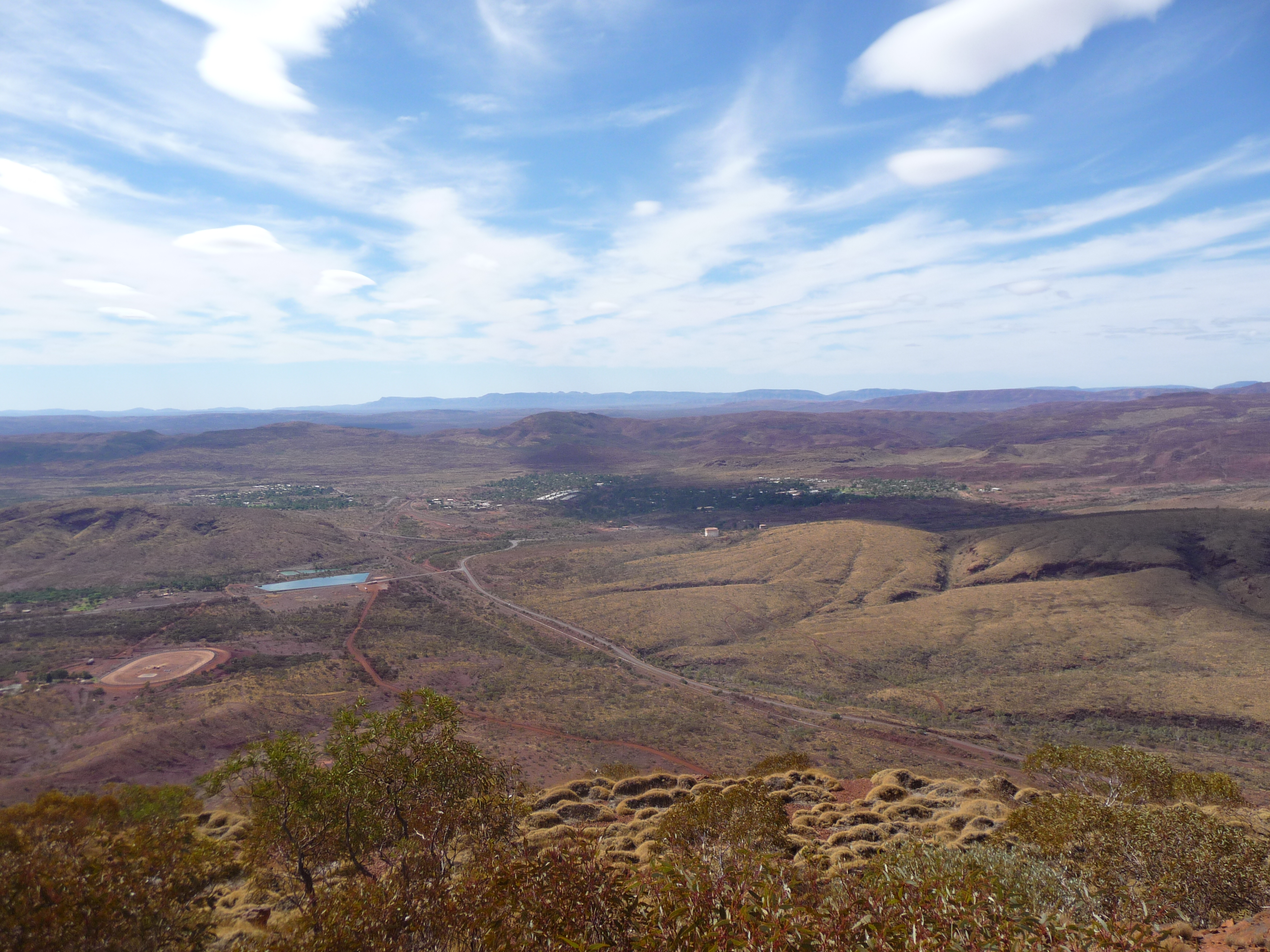
Окрестности Том-Прайса
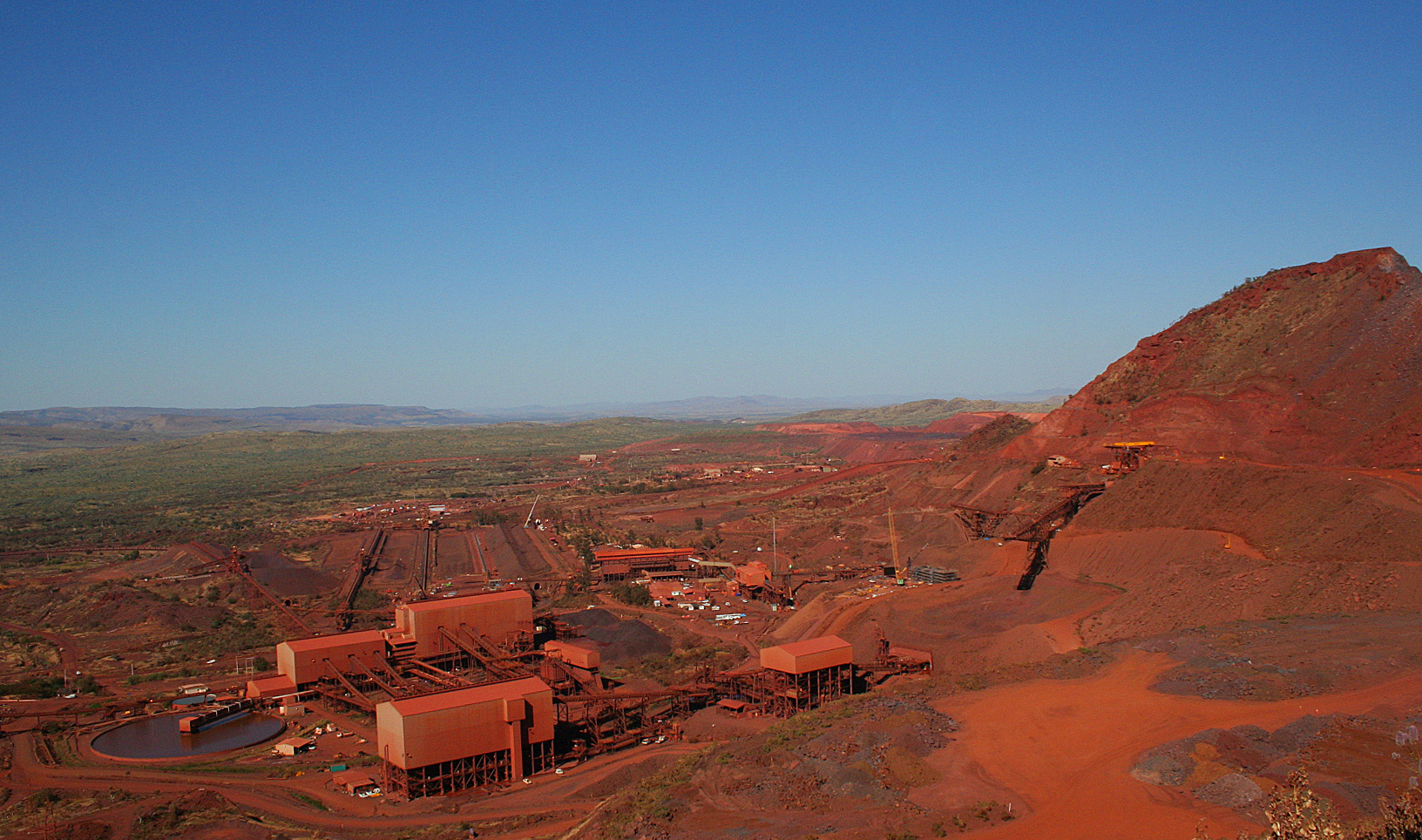
Шахта Том-Прайс

В непосредственной близости от города имеются Национальный парк Кариджини, Миллстрим, Виттенум и гора Безымянная / Джарндунмунха.

## Образовательные учреждения
Имеются начальные и средняя школы. Желающие получить в дальнейшем высшее образование направляются в школы-интернаты, поскольку в старшей школе Тома-Прайса не хватает достаточного количества учеников, чтобы соответствовать требуемому количеству классов, установленному Департаментом образования и профессиональной подготовки по многим предметам.
Студенты из местных обучаются в области горного дела, в сфере автомобилестроения и торговли.